# Лабешка
Лабешка (перс. لبشكا) — село в Ірані, у дегестані Дегшаль, у Центральному бахші, шагрестані Астане-Ашрафіє остану Ґілян. За даними перепису 2006 року, його населення становило 143 особи, що проживали у складі 41 сім'ї.

## Клімат
Середня річна температура становить 14,62 °C, середня максимальна – 28,61 °C, а середня мінімальна – -0,03 °C. Середня річна кількість опадів – 1182 мм.
| Клімат поселення                              | Клімат поселення | Клімат поселення | Клімат поселення | Клімат поселення | Клімат поселення | Клімат поселення | Клімат поселення | Клімат поселення | Клімат поселення | Клімат поселення | Клімат поселення | Клімат поселення | Клімат поселення |
| Показник                                      | Січ.             | Лют.             | Бер.             | Квіт.            | Трав.            | Черв.            | Лип.             | Серп.            | Вер.             | Жовт.            | Лист.            | Груд.            |                  |
| Середній максимум, °C                         | 9,01             | 9,55             | 12,05            | 17,56            | 21,87            | 25,73            | 28,61            | 28,30            | 25,01            | 21,00            | 16,26            | 12,10            |                  |
| Середня температура, °C                       | 4,48             | 5,03             | 7,54             | 13,02            | 17,38            | 21,22            | 24,53            | 24,22            | 20,93            | 16,92            | 12,17            | 8,02             |                  |
| Середній мінімум, °C                          | −0,03            | 0,52             | 3,02             | 8,52             | 12,84            | 16,70            | 20,46            | 20,14            | 16,86            | 12,83            | 8,09             | 3,95             |                  |
| Норма опадів, мм                              | 111              | 92               | 86               | 45               | 45               | 32               | 32               | 63               | 142              | 220              | 177              | 137              |                  |
| Середньомісячна швидкість вітру, м/с          | 2.40             | 2.50             | 2.50             | 2.40             | 2.40             | 2.70             | 2.60             | 2.32             | 2.10             | 2.20             | 2.08             | 2.18             |                  |
| Середньомісячна сонячна радіація, кДж/м²·день | 6937             | 8996             | 10937            | 15412            | 19701            | 21900            | 22411            | 18755            | 15097            | 10646            | 8540             | 6615             |                  |
| --------------------------------------------- | ---------------- | ---------------- | ---------------- | ---------------- | ---------------- | ---------------- | ---------------- | ---------------- | ---------------- | ---------------- | ---------------- | ---------------- | ---------------- |
| Джерело:                                      |                  |                  |                  |                  |                  |                  |                  |                  |                  |                  |                  |                  |                  |